# シェルショック (曲)
「シェルショック」（Shellshock）は、ニュー・オーダーが1986年に発表したヒット曲である。

## 概要
映画『プリティ・イン・ピンク/恋人たちの街角』に提供した曲で、前作「サブ・カルチャー」同様ジョン・ロビーとの共作。後に『サブスタンス』などのベスト・アルバムにも収録された。
ファクトリー・レコードのカタログ番号はFAC 143。全英シングルチャートで最高位28位を記録。
プロモーション・ビデオには1985年の来日公演時の映像と京都タワーなど新幹線からの風景映像が出てくる。

## 12インチシングル収録曲
- Side-A シェルショック Shellshock - 9:41
- Side-B シェルコック Shellcock - 7:35
  - カップリング曲の「シェルコック」は「シェルショック」の別ヴァージョンである。
  - 日本では当時ファクトリー・レコードの販売を行っていた日本コロムビアよりリリースされた。収録曲は海外盤と同じである。

## チャート
| チャート（1986年）               | 最高順位 |
| -------------------------------- | -------- |
| イギリス（全英シングルチャート） | 28       |

## 備考
- 映画『プリティ・イン・ピンク/恋人たちの街角』で主演したモリー・リングウォルドはニュー・オーダーの大ファンであるとのこと。なお同映画では「シーヴス・ライク・アス」のインストゥルメンタルも使用されている。また米国盤シングルは本曲と「シーヴス・ライク・アス・インストゥルメンタル」のカップリングになっている。